# 埼玉県立川越西高等学校
埼玉県立川越西高等学校（さいたまけんりつ かわごえにしこうとうがっこう）は、埼玉県川越市笠幡にある県立高等学校。略称は「川西」（かわにし）。

## 概要
1979年開校。生徒数は1000人程度で女子生徒が若干多い。
3学期制、50分×6時間授業。1・2年次は一部の選択科目を除いて全員共通科目を学び、3年次に文系・理系に分かれる。
1・2年次の芸術の授業は、音楽・美術・書道から1科目選択し、2年間同一科目を履修する（1年次に選択した科目を2年次も履修）。2年次の理科選択は物理基礎・地学基礎から1科目選択する。物理基礎を選択した生徒は3年次に物理を選択することが可能となっている。
2020年3月卒業生の進路は、大学108名・専門学校158名となっていて、例年は専門学校進学の方が若干多い。
制服は、男子は学ラン、女子はセーラー服となっている。

## 教育目標
諸法令に則り、調和のとれた人間を育成することを目指し、豊かな人間性や社会性及び国際社会に生きる日本人としての自覚を養成し、自ら学び、自ら考える力を涵養することを目標とする。

## 設置学科
- 全日制課程　普通科

## 学校行事
- 5月 - 遠足（全学年で遠足があり、1年次は近くのレジャーランドで飯盒炊飯、2年次は都内班別行動、3年次はディズニーリゾートに行く。）
- 7月 - 球技大会（1学期期末考査後に、学年ごとに行われる。）
- 9月 - 文化祭（文化祭は2日間で、両日とも一般公開される。）
- 10月 - 体育祭（体育祭は全学年をクラスで縦割りにした対抗戦となっている。）
- 11月 - 修学旅行（11月下旬に実施し、行き先は沖縄で3泊4日、1泊目はホテル、2、3泊目は民泊となっている。）
- 2月 - 持久走大会（例年、男女共通10kmで、武蔵丘陵森林公園で行う。）

## 部活動
運動部
- 空手道
- サッカー
- バドミントン（男・女）
- 野球
- ソフトボール
- バレーボール（男・女）
- 陸上競技
- ソフトテニス（男・女）
- バスケットボール（男・女）
- 硬式テニス
- 卓球
- ワンダーフォーゲル
- ダンス

文化部
- 演劇
- 手作り
- イラスト研究
- 美術
- 書道
- 茶道
- 放送
- 吹奏楽
- ギター
- 英語
- 自然科学
- 合唱
- 軽音楽部(2021年設立)

## 所在地
- 埼玉県川越市笠幡2488-1
- 最寄り駅 JR川越線笠幡駅から徒歩15分。